# Episodi di Have Gun - Will Travel (sesta stagione)
La sesta stagione della serie televisiva Have Gun - Will Travel è andata in onda negli Stati Uniti dal 15 settembre 1962 al 20 aprile 1963 sulla CBS.
| nº | Titolo originale              | Prima TV USA      |
| -- | ----------------------------- | ----------------- |
| 1  | Genesis                       | 15 settembre 1962 |
| 2  | Taylor's Woman                | 22 settembre 1962 |
| 3  | The Fifth Bullet              | 29 settembre 1962 |
| 4  | A Place For Abel Hix          | 6 ottobre 1962    |
| 5  | Beau Geste                    | 13 ottobre 1962   |
| 6  | Bird of Time                  | 20 ottobre 1962   |
| 7  | Memories of Monica            | 27 ottobre 1962   |
| 8  | The Predators                 | 3 novembre 1962   |
| 9  | Shootout at Hogtooth          | 10 novembre 1962  |
| 10 | A Miracle for St. Francis     | 17 novembre 1962  |
| 11 | Marshal of Sweetwater         | 24 novembre 1962  |
| 12 | Man in an Hourglass           | 1º dicembre 1962  |
| 13 | Penelope                      | 8 dicembre 1962   |
| 14 | Trial at Tablerock            | 15 dicembre 1962  |
| 15 | Be Not Forgetful of Strangers | 22 dicembre 1962  |
| 16 | The Treasure                  | 29 dicembre 1962  |
| 17 | Brotherhood                   | 5 gennaio 1963    |
| 18 | Bob Wire                      | 12 gennaio 1963   |
| 19 | The Debutante                 | 19 gennaio 1963   |
| 20 | Unforgiving Minute            | 26 gennaio 1963   |
| 21 | American Primitive            | 2 febbraio 1963   |
| 22 | Burning Tree                  | 9 febbraio 1963   |
| 23 | Cage at McNaab                | 16 febbraio 1963  |
| 24 | Caravan                       | 23 febbraio 1963  |
| 25 | The Walking Years             | 2 marzo 1963      |
| 26 | Sweet Lady of the Moon        | 9 marzo 1963      |
| 27 | The Savages                   | 16 marzo 1963     |
| 28 | The Eve of St. Elmo           | 23 marzo 1963     |
| 29 | Lady of the Fifth Moon        | 30 marzo 1963     |
| 30 | Two Plus One                  | 6 aprile 1963     |
| 31 | The Black Bull                | 13 aprile 1963    |
| 32 | Face of a Shadow              | 20 aprile 1963    |

## Genesis
- Prima televisiva: 15 settembre 1962
- Diretto da: William Conrad
- Scritto da: Sam Rolfe

### Trama
- Guest star: Richard Boone (Smoke), William Conrad (Norge), Parley Baer (Reston), Ann Morrison (Mrs. Burton), Nestor Paiva (Burton), James Mitchum (Roderick Jefferson)

## Taylor's Woman
- Prima televisiva: 22 settembre 1962
- Diretto da: Richard Boone
- Scritto da: Gene Roddenberry

### Trama
- Guest star: Kathie Browne (Lydia Moss), Harry Carey, Jr. (Thad (Thad Taylor), Tom Hennesy (Clyde), Kam Tong (Hey Boy), Olan Soule (impiegato dell'hotel)

## The Fifth Bullet
- Prima televisiva: 29 settembre 1962
- Diretto da: Andrew V. McLaglen
- Scritto da: Harry Julian Fink

### Trama
- Guest star: Ben Johnson (Bartlett (John Bartlett), Dorothy Dells (Emmy (Emmy Bartlett), Shug Fisher (Hotel Keeper), Peter Boone (Johnny)

## A Place For Abel Hix
- Prima televisiva: 6 ottobre 1962
- Diretto da: Andrew V. McLaglen
- Soggetto di: John Kneubuhl

### Trama
- Guest star: Robert Blake (Lauro), Paul Tripp (reverendo Harper), Jean Engstrom (Mrs. Hix), Kevin Hagen (Judd Bowman), Stewart East (uomo), Kam Tong (Hey Boy), Bill Hart (Olney), Jerry Gatlin (Weaver), Hal Needham (Zimmer), Tom Sweet (Moon), Linda Cordova (Linda)

## Beau Geste
- Prima televisiva: 13 ottobre 1962
- Diretto da: Fred H. Jackman
- Scritto da: Harold Jack Bloom

### Trama
- Guest star: Paul Richards (Dobbs (Sheriff John Dobbs), Faith Domergue (Ria), Raymond Guth (Turkey Tate), Henry Beckman (Les Hogan), John Hale (Condos), Brad Logan (Barney), Norman Pabst Jr. (barista)

## Bird of Time
- Prima televisiva: 20 ottobre 1962
- Diretto da: Andrew V. McLaglen
- Scritto da: Don Ingalls

### Trama
- Guest star: George Mathews (Ahab Tyson), John Hoyt (Stryker), Francis DeSales (Doc Kelly), Dal Jenkins (giovane), Hal Needham (uomo)

## Memories of Monica
- Prima televisiva: 27 ottobre 1962
- Diretto da: Gary Nelson
- Scritto da: Don Ingalls

### Trama
- Guest star: Judi Meredith (Monica), Bing Russell (Reagan), Hal Needham (Dink), Garry Walberg (Charlie), Larry Ward (Ben Turner), Edward Faulkner (Buhl), Chuck Couch (Webb), Jerry Gatlin (Olin)

## The Predators
- Prima televisiva: 3 novembre 1962
- Diretto da: Andrew V. McLaglen
- Scritto da: Harry Julian Fink

### Trama
- Guest star: Richard Jaeckel (John Tyree), Elen Willard (ragazza), James Griffith (Marauder), Lester Maxwell (Tommy)

## Shootout at Hogtooth
- Prima televisiva: 10 novembre 1962
- Diretto da: Andrew V. McLaglen
- Scritto da: Herb Meadow

### Trama
- Guest star: Patrick McVey (Clanahan), Steve Peck (Chapineau (Claude Chapineau,) (Steven Piccaro), Les Damon (Tillbury), Chris King (Morrissey (Kid Morrissey), Hal Baylor (Perrin (Floyd Perrin), Doodles Weaver (Hildreth), Ralph Barnard (Partridge), Syl Lamont (Barkeep), Kam Tong (Hey Boy), Danny Borzage (cittadino), Jack Kenny (cittadino), Ethan Laidlaw (cittadino), Bert Madrid (cittadino)

## A Miracle for St. Francis
- Prima televisiva: 17 novembre 1962
- Diretto da: William Conrad
- Scritto da: Don Ingalls

### Trama
- Guest star: Rafael Campos (Paco), Robert J. Stevenson (Lundeen), David Garner (padre Clare), Miriam Golden (Faith), Tina Menard (Hope), Naomi Stevens (Maria), Victor Adamson (cittadino), Larry Finley (Lundeen Rider), Bert Madrid (indiano), William Meader (dealer), Hal Needham (barista)

## Marshal of Sweetwater
- Prima televisiva: 24 novembre 1962
- Diretto da: Jerry Hopper
- Scritto da: Gene Roddenberry

### Trama
- Guest star: Kathie Browne (Marie Ellis), David White (Tom Carey), Gordon Jones (Brawley), Paul Birch (Jenkins), Booth Colman (Tyler), John Damler (negoziante), John Matthews (coltivatore), Howard Hoffman (conducente)

## Man in an Hourglass
- Prima televisiva: 1º dicembre 1962
- Diretto da: Jerry Hopper
- Soggetto di: Anthony Lawrence

### Trama
- Guest star: Edgar Buchanan (Cardiff (Noah Cardiff), James Stacy (Johnny (Johnny Tully), Morgan Woodward (Canute), Dan White (Sam), Jerry Gatlin (Ugarte), Alan Baxter (dottor Moody (Aaron Moody), Louie Elias (Mule)

## Penelope
- Prima televisiva: 8 dicembre 1962

### Trama
- Guest star: Joanna Barnes (Penelope Lacey), Lawrence Dobkin (colonnello Oliver Lacey), Jack Doner (uomo), Ivan Bonar

## Trial at Tablerock
- Prima televisiva: 15 dicembre 1962
- Scritto da: Gene Roddenberry

### Trama
- Guest star: John Damler, Joe Higgins, Barry Kelley (giudice Bryant), William Mims (Adams), Gregg Palmer (sceriffo), Sherwood Price (Virge Beech)

## Be Not Forgetful of Strangers
- Prima televisiva: 22 dicembre 1962
- Diretto da: Richard Boone

### Trama
- Guest star: Roy Barcroft (Simon), Duane Eddy (Young Cowboy), Edward Faulkner (Ben), Josie Lloyd (Expectant Mother), Hal Needham (Harry), Patti Newby (Annie), Robert J. Stevenson (Jake)

## The Treasure
- Prima televisiva: 29 dicembre 1962
- Diretto da: Andrew V. McLaglen

### Trama
- Guest star: Kam Tong (Hey Boy), Jeanne Cooper (Edna Harden), Jim Davis (Long), DeForest Kelley (Deakin), Lee Van Cleef (Corbin), Bob Woodward (Gruber), Buck Taylor (Eddie), Stewart East (cameriere)

## Brotherhood
- Prima televisiva: 5 gennaio 1963

### Trama
- Guest star: Charles Bronson (Jim Redrock), Shug Fisher (Kroll), Warren Joslin (conducente), Michael Keep (Abe Redrock), Dawn Little Sky (Mrs. Jim Redrock), Max Mellinger (Mossman)

## Bob Wire
- Prima televisiva: 12 gennaio 1963

### Trama
- Guest star: Irish McCalla (Anna), Woodrow Parfrey (Bob Wire), Chris King (Dane), James Bell (Anderson), Hal Baylor (Tagg), Peggy Rea (Maggie), Jon Silo (impiegato)

## The Debutante
- Prima televisiva: 19 gennaio 1963

### Trama
- Guest star: Kam Tong (Hey Boy), Robert Emhardt (Amos Powers), Wayne Rogers (Daniel), Eleanor Audley (Mrs. Quincy), Gale Garnett (Prudence Powers), L.Q. Jones (Hector)

## Unforgiving Minute
- Prima televisiva: 26 gennaio 1963

### Trama
- Guest star: Patricia Medina (Sabina), Al Ruscio (Machado)

## American Primitive
- Prima televisiva: 2 febbraio 1963

### Trama
- Guest star: Harry Morgan (Ernie Backwater), Pitt Herbert (Slim), Peggy Rea (Maggie), Robert J. Wilke (Will Tybee)

## Burning Tree
- Prima televisiva: 9 febbraio 1963

### Trama
- Guest star: Whit Bissell (Fairchild), Elinor Donahue (Lettie Mae), Paul Fix (sceriffo)

## Cage at McNaab
- Prima televisiva: 16 febbraio 1963

### Trama
- Guest star: Lon Chaney, Jr. (O'Connor), Jacqueline Scott (Nora Lawson), Christopher Dark (Bryan Lawson), John Harmon (Trowbridge), David Fresco (Jose), George Keymas (guardia), Ford Rainey (custode)

## Caravan
- Prima televisiva: 23 febbraio 1963

### Trama
- Guest star: Míriam Colón (Punya), Dolores Faith (Skiri), Cliff Osmond (Kora), Hal Needham (Indiano), John Alderson

## The Walking Years
- Prima televisiva: 2 marzo 1963

### Trama
- Guest star: Jacqueline Wilson (Alice), Elen Willard (Molly Dean), Sandy Donigan (Lula), Fred Hakim (Ferdie), Stewart East (barista), Hal Needham (Wiggen)

## Sweet Lady of the Moon
- Prima televisiva: 9 marzo 1963

### Trama
- Guest star: Harry Carey, Jr. (Ben Murdock), Dorothy Dells (Mary Murdock), Crahan Denton (Carl Sodenburg), Richard Shannon (dottor Weisner), Robert J. Stevenson (sceriffo)

## The Savages
- Prima televisiva: 16 marzo 1963

### Trama
- Guest star: Patric Knowles (August Pireaux), Judi Meredith (Gina), James Griffith (Spencer)

## The Eve of St. Elmo
- Prima televisiva: 23 marzo 1963

### Trama
- Guest star: Warren Stevens (colonnello Draco), Brett Somers (Myra), George Kennedy (Brother Grace), Chris Alcaide (Brock March), K. L. Smith (Sven), Jerry Summers (Collie March)

## Lady of the Fifth Moon
- Prima televisiva: 30 marzo 1963

### Trama
- Guest star: Bethel Leslie (Kim Sing), William Schallert (Chee Yan)

## Two Plus One
- Prima televisiva: 6 aprile 1963

### Trama
- Guest star: Rex Holman (Blake), Kenneth Hudgins (Lou), Gail Kobe (Francine), Susan Silo (Taymanee)

## The Black Bull
- Prima televisiva: 13 aprile 1963

### Trama
- Guest star: Faith Domergue (Elena Ybarra), Carlos Romero (Nino Ybarra)

## Face of a Shadow
- Prima televisiva: 20 aprile 1963

### Trama
- Guest star: Enid Jaynes (Darkilis), Lee Van Cleef (Golias), Nestor Paiva (Dan Tibner), Richard Reed (Dimitri), Harry Carey, Jr. (Earl Tibner), Rayford Barnes (Canning), Roy Barcroft (Jim Sherwood), William Woodson (Craft), Laurindo Almeida (chitarrista)